# Madge Evans
Madge Evans, all'anagrafe Margherita Evans (New York, 1º luglio 1909 – Oakland, 26 luglio 1981), è stata un'attrice statunitense.

## Biografia
Nata Margherita Evans, Madge Evans fece il suo debutto professionale all'età di 6 mesi, quando venne presa come modella per una pubblicità. All'età di 4 anni, partecipò a una serie di commedie infantili che venivano prodotte da William A. Brady negli studi cinematografici di Long Island. Il suo successo fu tale che sua madre impose il nome della figlia a una compagnia di cappelli. Madge posò con Anita Stewart per un quadro raffigurante una madre con la figlia. Posò anche per un noto Calendario e quindi come Heidi, la piccola montanara delle Alpi.
Nel 1917, all'età di otto anni, apparve a Broadway nel dramma Peter Ibbetson, una produzione con John Barrymore, Constance Collier e Laura Hope Crews. A 17 anni, fece ritorno sulle scene nel ruolo di ingenua in Daisy Mayme. La sua ultima apparizione teatrale fu in Philip Goes Forth, una produzione di George Kelley.

### La carriera cinematografica

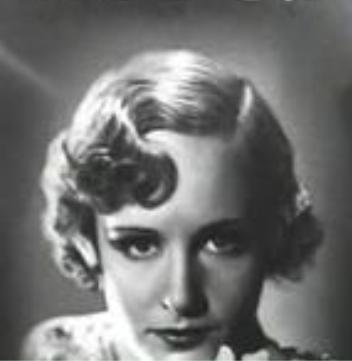
Madge Evans in Pranzo alle otto

Come attrice bambina, Madge Evans ebbe una carriera che si può definire prolifica, apparendo in una dozzina di pellicole. Nel 1914, quando aveva appena 5 anni, fu accanto a Marguerite Clark in The Seven Sisters, un film interpretato da un numeroso cast femminile il cui testo, in teatro, era stato portato sulle scene dalla rivale della Clark, Mary Pickford insieme a Laurette Taylor.
Nel 1915, lavorò con Robert Warwick in Alias Jimmy Valentine. Nel 1920 è la prima interprete cinematografica del ruolo di "Heidi". A 14 anni, nel 1923, era la star di un melodramma rurale di J. Stuart Blackton, On the Banks of the Wabash. In Classmates, nel 1924, fu l'interprete principale del film accanto a Richard Barthelmess.
Stava lavorando per il teatro quando, nel 1927, firmò un contratto con la MGM. Come accadeva in teatro, anche al cinema le vennero spesso affidate parti di ingenua, spesso nel ruolo della fidanzata del protagonista.
Negli anni trenta, durante i suoi anni alla MGM, apparve in Pranzo alle otto, Broadway to Hollywood, Hello Below e David Copperfield. Nel 1935, fu protagonista insieme a James Cagney di un melodramma dal titolo The Mayor of Hell.

### Vita privata
Nel 1939, Madge Evans si sposò con il commediografo Sidney Kingsley, conosciuto per Dead End e Detective Story, due lavori teatrali che poi furono adattati per lo schermo. La coppia acquistò nel New Jersey una tenuta di 50 acri a tre miglia da Oakland. Per seguire il marito, Madge lasciò Hollywood e si trasferì nel New Jersey. Lavorò ancora per la radio e la televisione, ma non accettò più di tornare a Hollywood. Si ritirò definitivamente dalla carriera nel 1971.
Nel 1981, all'età di 72 anni, morì a Oakland per un tumore.

## Riconoscimenti
- Young Hollywood Hall of Fame (1908-1919)

## Filmografia

### Cinema
- Shore Acres, regia di John H. Pratt (1914)
- The Sign of the Cross, regia di Frederick A. Thomson (1914)
- Alias Jimmy Valentine, regia di Maurice Tourneur (1915)
- The Seven Sisters, regia di Sidney Olcott (1915)
- The Master Hand, regia di Harley Knoles (1915)
- Zaza, regia di Hugh Ford e Edwin S. Porter (1915)
- The Little Church Around the Corner (1915)
- The Devil's Toy, regia di Harley Knoles (1916)
- Sudden Riches, regia di Émile Chautard (1916)
- Husband and Wife, regia di Barry O'Neil (1916)
- The Revolt, regia di Barry O'Neil (1916)
- The Hidden Scar, regia di Barry O'Neil (1916)
- Seventeen, regia di Robert G. Vignola (1916)
- The New South, regia di Robert Thornby (1916)
- The Web of Desire, regia di Émile Chautard (1917)
- Maternity, regia di John B. O'Brien (1917)
- Beloved Adventuress, regia di William A. Brady, George Cowl e Edmund Lawrence (1917)
- The Little Duchess, regia di Harley Knoles (1917)
- The Burglar, regia di Harley Knoles  (1917)
- The Corner Grocer, regia di George Cowl (1917)
- The Adventures of Carol, regia di Harley Knoles (1917)
- The Little Patriot, regia di William Bertram (1917)
- Woman and Wife, regia di Edward José (1918)
- Gates of Gladness, regia di Harley Knoles (1918)
- Wanted: A Mother, regia di Harley Knoles (1918)
- True Blue, regia di Frank Lloyd (1918)
- Vengeance, regia di Travers Vale (1918)
- Stolen Orders, regia di George Kelson e Harley Knoles (1918)
- The Golden Wall, regia di Dell Henderson (1918)
- Neighbors, regia di Frank Hall Crane (1918)
- Heredity, regia di William P.S. Earle (1918)
- The Power and the Glory, regia di Lawrence C. Windom (1918)
- Nido d'amore (The Love Net), regia di Tefft Johnson (1918)
- The Love Defender, regia di Tefft Johnson (1919)
- Three Green Eyes, regia di Dell Henderson (1919)
- Home Wanted, regia di Tefft Johnson (1919)
- Heidi, regia di Frederick A. Thomson (1920)
- The Little Match Girl, regia di Robert Olsson (1921)
- Neighbor Nelly, regia di Frederick A. Thomson (1921)
- On the Banks of the Wabash, regia di J. Stuart Blackton (1923)
- Classmates, regia di John S. Robertson (1924)
- The Gob (1930)
- Many Happy Returns, regia di Arthur Hurley (1930)
- The Bard of Broadway, regia di Joseph Henabery, Roy Mack (1930)
- Envy (1930)
- Il figlio dell'India (Son of India), regia di Jacques Feyder (1931)
- Puro sangue (Sporting Blood), regia di Charles Brabin (1931)
- Mani colpevoli (Guilty Hands), regia di W. S. Van Dyke (1931)
- Heartbreak, regia di Alfred L. Werker (1931)
- Risveglio (West of Broadway), regia di Harry Beaumont (1931)
- Lovers Courageous, regia di, non accreditato, Robert Z. Leonard (1932)
- The Greeks Had a Word for Them, regia di Lowell Sherman (1932)
- Are You Listening?, regia di Harry Beaumont (1932)
- Huddle, regia di (non accreditato) Sam Wood (1932)
- Il levriero del mare (Fast Life), regia di Harry A. Pollard e Sam Wood (1932)
- Hallelujah I'm a Bum, regia di Lewis Milestone (1933)
- Hell Below, regia di Jack Conway (1933)
- Made on Broadway, regia di Harry Beaumont (1933)
- The Nuisance, regia di Jack Conway (1933)
- The Mayor of Hell, regia di Archie Mayo (1933)
- Pranzo alle otto (Dinner at Eight), regia di George Cukor (1933)
- Beauty for Sale, regia di Richard Boleslawski (1933)
- Broadway to Hollywood, regia di Willard Mack (1933)
- Day of Reckoning, regia di Charles Brabin (1933)
- Amanti fuggitivi (Fugitive Lovers), regia di Richard Boleslawski (1934)
- The Show-Off (1934)
- Il trionfo della vita (Stand Up and Cheer!), regia di Hamilton MacFadden (1934)
- Grand Canary, regia di Irving Cummings (1934)
- Paris Interlude, regia di Edwin L. Marin (1934)
- Death on the Diamond, regia di Edward Sedgwick (1934)
- What Every Woman Knows, regia di Gregory La Cava (1934)
- Helldorado, regia di James Cruze (1935)
- Il figlio conteso (Age of Indiscretion), regia di Edward Ludwig (1935)
- Fuoco liquido (Exclusive Story), regia di George B. Seitz (1936)
- Army Girl, regia di George Nichols Jr. (1938)

### Televisione
- The Alcoa Hour – serie TV, episodio 1x24 (1956)